# Nokia C5-00
Il Nokia C5-00 è uno smartphone prodotto dall'azienda finlandese Nokia e messo in commercio a partire dal 2010.

## Caratteristiche
- Dimensioni: 112 × 46 × 12,3 mm
- Massa: 89,3 g
- Sistema operativo: Symbian OS 9.3 Series60 v3.2
- Risoluzione display: 320 × 240 pixel a 16 milioni di colori
- Durata batteria in standby: 500 ore (20,8 giorni)
- Durata batteria in conversazione: 4 ore
- Fotocamera: 5 megapixel
- Bluetooth e USB 2.0